# Graphogaster grandis
Graphogaster grandis är en tvåvingeart som först beskrevs av Brooks 1942.  Graphogaster grandis ingår i släktet Graphogaster och familjen parasitflugor. Inga underarter finns listade i Catalogue of Life.